# 工業
工業（こうぎょう、英語: industry）は、原材料を加工して製品を造る（つくる）こと、および、製品を造ることにかかわる諸事項のこと。工業の語には、製品を造る働き、製品を造る事業などについても含まれる。
工業は、第二次産業のうち（鉱業を除く）建設業および製造業の大部分に該当し、加工組立業といったりもする。

## 工業の分野

### 重化学工業
工業のうち、自動車工業、鉄鋼業、機械工業、造船業などの比較的重量のあるものを製造する工業を重工業という。また、重工業と化学工業とあわせて、重化学工業という。

### 軽工業
重（化学）工業に対して軽いもの、特に消費財を製造する工業（繊維工業・食品工業・印刷業など）を軽工業という。主に日用品を作る工業のこと。

## 立地
工場は、立地因子と立地条件が合致する地域に立地する。

### 立地因子
立地因子とは、工場立地のうえで必要な条件のことである。立地因子のなかで、経済的な因子として費用因子と収益因子があり、費用因子として輸送因子・労働因子が、収益因子として需要因子、価格因子が挙げられる。

### 立地条件
立地条件とは、工場が立地する場所が持つ条件のことである。工業の立地条件には、自然的条件、歴史的条件、社会・経済的条件がある。自然的条件として、用地・用水、気候や地形などが挙げられる。歴史的条件として、工業の発祥となった資本や技術などの影響が挙げられる。社会的条件として、資源、市場、労働力、交通などが挙げられる。

## 工業労働者
仕事で流す汗が染みにならないように、仕事の時の服装は青などを基調としたものが多く、これに由来して工場などの現場で働く工業労働者のことをブルーカラー（blue-collar 青い襟）といったりもする。
なお、事務作業に従事する労働者については、ワイシャツを着用することからホワイトカラー（white-collar 白い襟）と呼ぶ。

## 工業地帯・工業地域

### 日本の工業地帯・工業地域
日本の工業は「太平洋ベルト地帯」と言われる首都圏から北九州にかけての太平洋岸の範囲で盛んである。特に、長くは四大工業地帯（京浜工業地帯、中京工業地帯、阪神工業地帯、北九州工業地帯）が日本の工業の中心地であったが、北九州工業地帯の比重は小さくなった。四大工業地帯以外では、北関東工業地域、鹿島臨海工業地帯、京葉工業地域、東海工業地域、瀬戸内工業地域などで工業が発達しており、何れも太平洋ベルトに位置している。
太平洋ベルト以外の地域では、全体として工業が低調である。北海道ではパルプ、製鉄、化学、鉄鋼などの工業が発達していたが、国際競争が激化するなかで停滞している。東北地方では半導体などの機械工業が発達していたが、機械メーカーの多くが低賃金を求めて、中国などに生産拠点を移していく中、低迷が続いている。長野県では岡谷市を中心に製糸業がまず発達し、戦時中に東京から工場が疎開したことをきっかけに、諏訪盆地では湖周３市町（岡谷市・諏訪市・下諏訪町）においてカメラ、オルゴール、時計など、千曲川沿いの地域では通信・電子部品、自動車部品などが発達した。日本でもっとも工業化が遅れているのは中国地方の山陰、四国（愛媛県南予地方や高知県など）、南九州、沖縄などの地域である。